# Józef (woda mineralna)
Józef – naturalna lecznicza woda mineralna (szczawa wodorowęglanowo - chlorkowo - sodowo - wapniowa, borowa) wydobywana w Wysowej-Zdroju ujęcia Józef I odwierconego w 1921. Właścicielem marki jest Uzdrowisko Wysowa S.A..

## Skład mineralny
Najważniejsze składniki występujące w Józefie
| Nazwa           | Wzór chemiczny | Zawartość [mg/l] |
| Aniony          | Aniony         | Aniony           |
| --------------- | -------------- | ---------------- |
| wodorowęglanowy | HCO3-          | 1281,3           |
| chlorkowy       | Cl-            | 212,7            |
| jodkowy         | I-             | 0,2              |
| fluorkowy       | F-             | 0,2              |
| Kationy         |                |                  |
| sodowy          | Na+            | 416,8            |
| wapniowy        | Ca2+           | 113              |
| magnezowy       | Mg2+           | 31,6             |
| potasowy        | K+             | 10,9             |

Suma składników stałych wynosi 2156,6 mg/dm3
Woda jest nasycona dwutlenkiem węgla pochodzącym z procesów pomagmowych związanych z wypiętrzaniem Karpat.

## Zastosowanie
Józef polecany jest w następujących chorobach:
- stany zapalne dróg moczowych
- kamica nerkowa
- dna moczanowa

## Dostępność
Obecnie Józef sprzedawany jest bezpośrednio ze źródła w Pijalni Wód Mineralnych w Wysowej-Zdroju oraz w sklepach w następujących opakowaniach:
- butelka 0,33 l
- butelka PET 0,5 l
- karton 5 l